# Mario Candeias

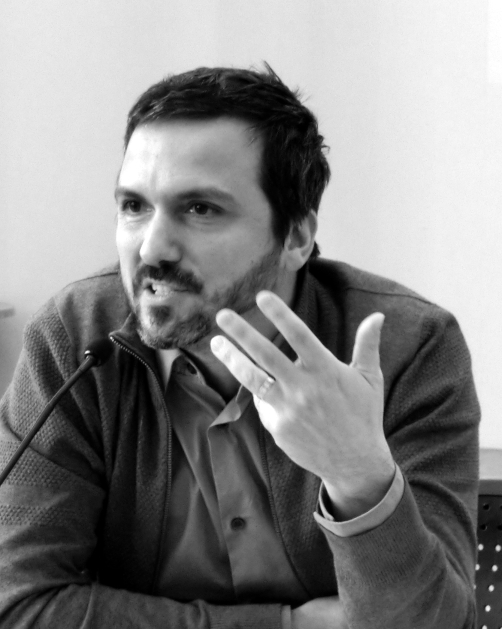
Mario Candeias (2012)

Mario Candeias (* 1969 in West-Berlin) ist ein deutscher Politikwissenschaftler und war von 2013 bis 2023 Direktor des Instituts für Gesellschaftsanalyse der Rosa-Luxemburg-Stiftung in Berlin. Er ist Mitbegründer und leitender Redakteur der Zeitschrift LuXemburg und arbeitet derzeit als Referent für sozialistische Transformationsforschung, linke Strategien und Parteien. Seine Forschungsschwerpunkte bilden die multiplen Krisen des Kapitalismus und radikale Strategien sozialökologischer und sozialistischer Transformation sowie linke Parteien und Bewegungen. Zu einer breiten Palette von Themen, jüngst etwa der zunehmenden "Faschisierung" in der Gesellschaft, hat er weit über Hundert wissenschaftliche und publizistische Veröffentlichungen vorgelegt.

## Beruf
Candeias studierte zunächst Politikwissenschaft an der FU Berlin. Das Studium beendete er 1994 mit dem Diplom. Anschließend arbeitete er am Institut für Sozialforschung und Betriebspädagogik e.V. sowie Lehrbeauftragter an der FU Berlin. Von 2000 bis 2003 war er Promotionsstipendiat der Rosa-Luxemburg-Stiftung und wurde bei Elmar Altvater 2004 über „Neoliberalismus – Hochtechnologie – Hegemonie. Grundrisse einer transnationalen Produktions- und Lebensweise. Eine Kritik“ promoviert. Von 2004 bis 2007 war er bei Klaus Dörre wissenschaftlicher Mitarbeiter am Institut für Soziologie der Friedrich-Schiller-Universität Jena. Seit 2007 ist er bei der Rosa-Luxemburg-Stiftung tätig. Er ist Redakteur der Zeitschrift LuXemburg der RLS und war langjähriger Redakteur der Zeitschrift Das Argument. In enger Kooperation mit Wolfgang Fritz Haug und Frigga Haug u. a. arbeitet er am Historisch-kritischen Wörterbuch des Marxismus mit, auch als Mitglied des Berliner Institut für kritische Theorie (InkriT). Candeias war Mitglied der Partei Bündnis 90/Die Grünen, die er 1998 wieder verließ. 2012 trat er im Zusammenhang mit einem öffentlichen Aufruf in die Partei Die Linke ein, dessen Führung er seither berät, u. a. mit qualitativen und quantitativen Studien zum Wähler:innenpotenzial. Über zwölf Jahre hat er das Institut für Gesellschaftsanalyse geleitet, die ersten beiden Jahre zusammen mit Michael Brie, danach zusammen mit Barbara Fried. Nach seinem Rücktritt wurde das Institut mit einem anderen (Teil-)Bereichen fusioniert zum Zentrum für Gesellschaftsanalyse und politische Bildung. Seit April 2024 ist er auch im Vorstand des Instituts Solidarische Moderne (ISM) aktiv.
Zur Bundestagswahl 2025 initiierte Candeias einen Aufruf zur Wahl der Partei Die Linke.

## Schriften (Auswahl)

### Monografien
- Neoliberalismus – Hochtechnologie – Hegemonie. Grundrisse einer transnationalen kapitalistischen Produktions- und Lebensweise; eine Kritik. Argument-Verlag, Hamburg 2004, ISBN 3-88619-299-7 (zugleich: Dissertation, FU Berlin 2003; 2., verb. Aufl. 2009).
- gemeinsam mit Eva Völpel: Plätze sichern! ReOrganisierung der Linken in der Krise. Zur Lernfähigkeit des Mosaiks in den USA, Spanien und Griechenland. VSA-Verlag, Hamburg 2014, ISBN 978-3-89965-551-3 (rosalux.de).
- Monster verstehen. Eine Chronik des Interregnums. Argument, Hamburg 2025, ISBN 978-3-86754-527-3.

### Herausgeberschaften
- gemeinsam mit Frank Deppe: Ein neuer Kapitalismus? Hegemoniale Projekte in der hochtechnologischen Produktionsweise. VSA-Verlag, Hamburg 2001, ISBN 3-87975-810-7.
- gemeinsam mit Rainer Rilling: Krise. Neues vom Finanzkapitalismus und seinem Staat. RLS-Texte. Berlin: Karl Dietz Verlag (als PDF; 797 kB).
- gemeinsam mit Rainer Rilling: Krise der Privatisierung – Rückkehr des Öffentlichen. RLS-Texte. Berlin: Karl Dietz Verlag (als PDF; 851 kB).
- gemeinsam mit Rainer Rilling, Bernd Röttger und Stefan Thimmel: Globale Ökonomie des Autos. Mobilität – Arbeit – Konversion. VSA-Verlag, Hamburg 2012, ISBN 978-3-89965-458-5 (rosalux.de).
- gemeinsam mit Lia Becker, Janek Niggemann und Anne Steckner: Gramsci lesen! Einstieg in die Gefängnishefte. Argument Verlag, Hamburg 2013, ISBN 978-3-88619-356-1.
- Rechtspopulismus in Europa. Linke Gegenstrategien, Rosa-Luxemburg-Stiftung, Berlin 2015 (rosalux.de).
- gemeinsam mit Alex Demirović: Europe – what's left? Westfälisches Dampfboot, Münster 2017, ISBN 978-3-89691-850-5 (rosalux.de).
- Rechtspopulismus, Radikale Rechte, Faschisierung. Bestimmungsversuche, Erklärungsmuster und Gegenstrategien, Rosa-Luxemburg-Stiftung, Berlin 2018 (rosalux.de).
- Lust auf Sozialismus. Für die Zukunft sorgen, Rosa-Luxemburg-Stiftung, Berlin 2020 (rosalux.de).
- KlassenTheorie – Vom Making und Remaking. Argument Verlag, Hamburg 2021, ISBN 978-3-86754-517-4 (rosalux.de).
- gemeinsam mit Stephan Krull: Spurwechsel. Studien zu Mobilitätsindustrien, Beschäftigungspotenzialen und alternativer Produktion. VSA-Verlag, Hamburg 2022, ISBN 978-3-96488-123-6 (rosalux.de).

### Aufsätze
- gemeinsam u. a. mit Michel Albert und Joachim Bischoff: Ein neuer Akkumulationstyp? Vom Manager- zum Aktionärskapitalismus. Supplement zur Zeitschrift Sozialismus 5/2000.
- Passive Revolution vs. sozialistische Transformation, Rosa-Luxemburg-Stiftung, Berlin (als PDF; 503 kB).
- Aufstieg des Globalen Autoritarismus. 19 Thesen zu Ursachen und Bestimmungsmomenten, In: Zeitschrift LuXemburg, Juli 2019 (zeitschrift-luxemburg.de).
- Mehrheit für Energiepreisdeckel und Übergewinnsteuer. Ergebnisse einer repräsentativen Befragung, Rosa-Luxemburg-Stiftung, Berlin 2022 (rosalux.de).
- Wirtschaftswende jetzt. Die Erosion des deutschen Exportmodells erfordert Elemente einer neuen Ökonomie, Rosa-Luxemburg-Stiftung, Berlin 2023 (rosalux.de).